# Wojciech Wojda
Wojciech Wojda (ur. 28 grudnia 1966 w Płocku) – polski muzyk, założyciel, wokalista i autor tekstów zespołu Farben Lehre. W latach 1985-1990 studiował na Uniwersytecie Warszawskim w Instytucie Historycznym. Od 2004 roku główny organizator ogólnopolskiej trasy Punky Reggae Live. Starszy brat Konrada Wojdy, gitarzysty Farben Lehre & basisty zespołu Strajk. Wcześniej, przez wiele lat udzielał się również jako manager. Oprócz Farben Lehre, zajmował się, m.in. takimi wykonawcami jak: Kamil Bednarek, Raggafaya, Closterkeller, Leniwiec czy Pajujo. 